# Biafo
Biafo (urdsky بیافو گلیشیر‎) je 67 km dlouhý ledovec v pohoří Karákóram oblasti Gilgit-Baltistán v Pákistánu, který se spojuje se 49 km dlouhým ledovcem Hispar v nadmořské výšce 5 128 m v průsmyku Hispar La a vytváří tak nejdelší ledovcový systém na světě mimo polární oblasti. Tato ledová cesta spojuje dvě starodávná horská království, Nagar na západě s Baltistánem na východě. Pěší cesta přes tento systém využívá 51 km z 67 km ledovce Biafo a celý ledovec Hispar a vytváří 100 km dlouhou ledovou cestu.

## Turistika
Ledovec Biafo poskytuje dálkovou pěší trasu s několikadenním namáhavým přelézáním balvanů, s výhledy podél cesty na jezero Snow Lake poblíž nejvyššího bodu. Snow Lake, skládající se z částí horního ledovce Biafo a jeho přítokového ledovce Sim Gang, je jedno z největších povodí sněhu nebo ledu na světě mimo polární oblasti, s až 1600 m do hloubky.
Vlastní ledovec Biafo je třetím nejdelším ledovcem na světě mimo polární oblasti, druhý za 70 km ledovcem Siačen mezi Indií a Pákistánem a tádžikistánským 77 km dlouhým Fedčenkovým ledovcem.
Místa na stanování podél Biafa se nacházejí mimo ledovec, v těsné blízkosti bočních morén a strmých hor. První tři (směřující nahoru z poslední vesnice před ledovcem, tisíc let staré vesnice Askole) jsou krásná místa s tekoucí vodou v okolí. V Mango a Namla, prvních dvou kempech, často kvetou květiny a Namla má vodopád velmi blízko kempu. Baintha, třetí tábor, je často využíván jako místo na den odpočinku. Vedle velké zelené louky je zde několik tekoucích potoků poblíž tábora a mnoho míst, kde lze jeden den horolezit nebo slaňovat.
Na treku lze pozorovat stopy po divokých živočiších, včetně kozorožce, kamzíka běláka nebo kozy šrouborohé. V této oblasti žijí také himálajský medvěd plavý a irbis, i když pozorování jsou vzácná.

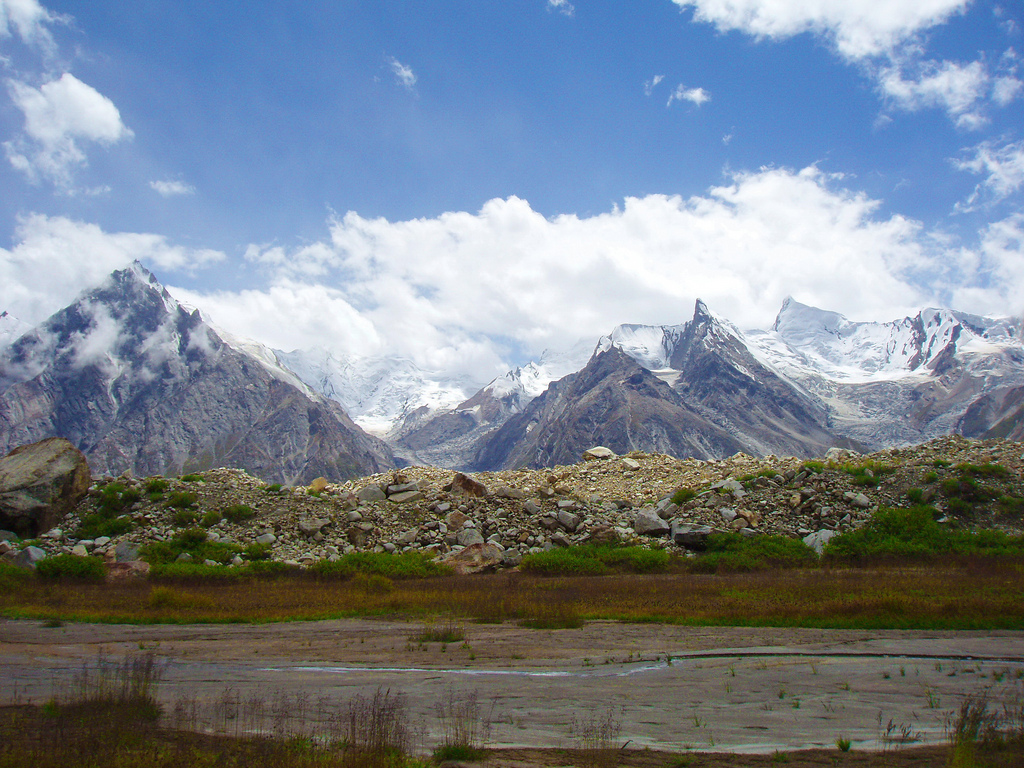
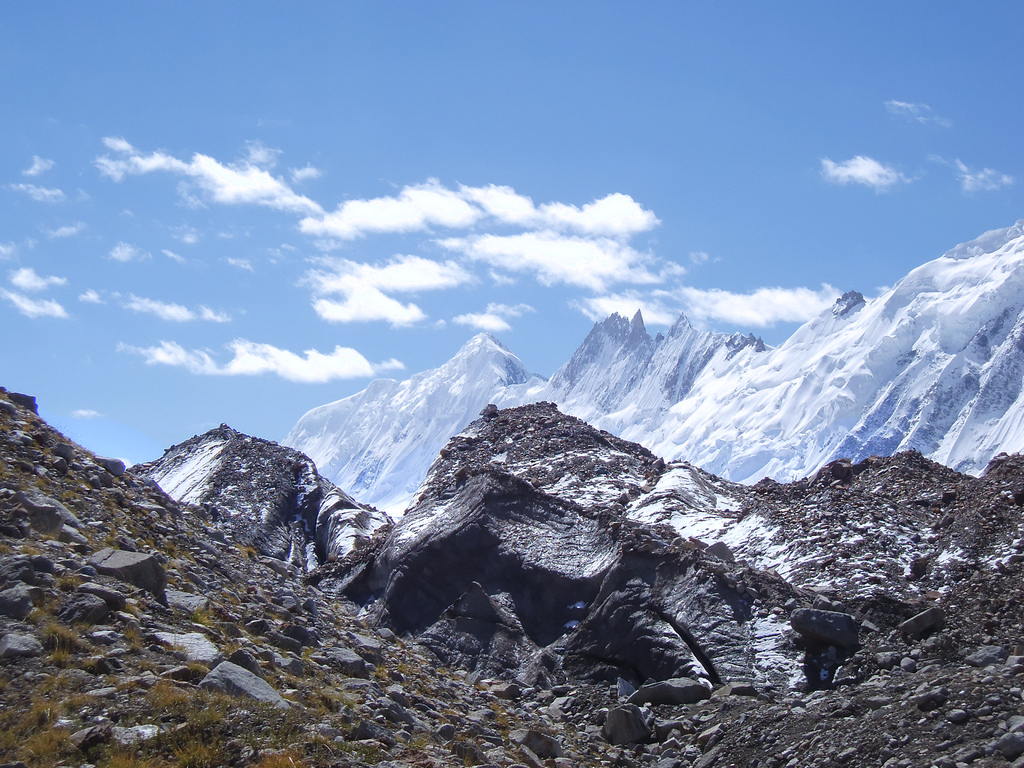
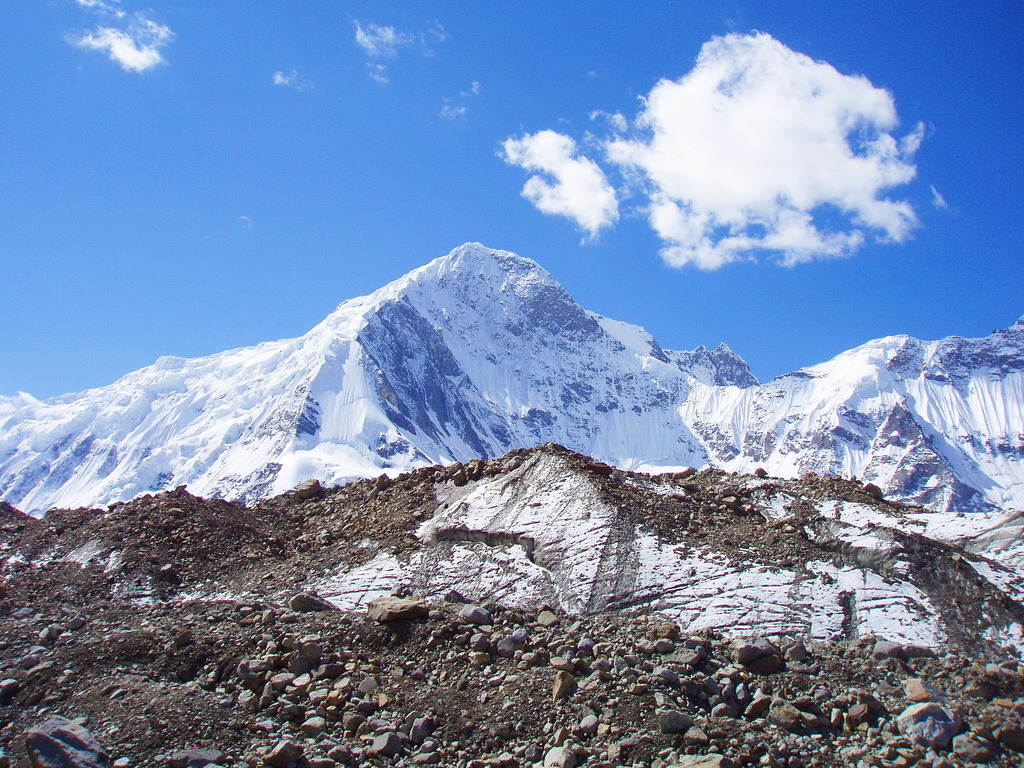